# Nogometni Klub Travnik
Il Nogometni Klub Travnik, meglio noto come Travnik, è una società calcistica bosniaca, con sede nella città di Travnik. Il miglior risultato nel campionato bosniaco è il quinto posto ottenuto nella stagione 2004-2005. Ha vinto due campionati di Prva Liga FBiH, seconda divisione, nel 2003 e nel 2007.

## Storia
Il Nogometni Klub Travnik è stato fondato nel 1922, rendendolo uno dei club calcistici più antichi della Bosnia ed Erzegovina.
Durante il periodo jugoslavo, il club ha militato principalmente nei campionati regionali e nelle divisioni inferiori.
Dopo la dissoluzione della Jugoslavia e la fine della guerra in Bosnia ed Erzegovina (1992-1995), il club è stato integrato nel nuovo sistema calcistico nazionale. Ha raggiunto la massima divisione bosniaca, la Premijer Liga BiH, per la prima volta nei primi anni 2000.
Il Travnik ha alternato negli anni promozioni e retrocessioni tra la Premijer Liga e le categorie inferiori, a causa di difficoltà economiche e gestionali. Il miglior piazzamento ottenuto dal club in massima serie risale alla stagione 2004-2005, quando riuscì a ottenere una tranquilla salvezza.

## Palmarès

### Competizioni nazionali
- Republička liga Bosne i Hercegovine: 1

1986-1987
- Treća Liga: 1

1991-1992 (girone ovest)
- Prva liga Federacija Bosne i Hercegovine: 3

1999-2000, 2002-2003, 2006-2007
- Druga Liga Federacije Bosne i Hercegovine: 1

2023-2024

### Altri piazzamenti
- Coppa di Bosnia:

Semifinalista: 1995-1996